# Concilio de Roma (703)
El año 703 o 704 el Papa Juan VII convocó un concilio en Roma. 
En él se examinaron las quejas de San Vilfrido y de los Diputados del Arzobispo de Cantorberi y se tuvieron para este asunto por cuatro meses setenta Congregaciones. San Vilfrido quedó plenamente justificado y devuelto a su Iglesia por el Papa que escribió sobre ello a Ethelrado, Rey de los Marcianos y a Alfredo, Rey de Nortumbra. Al arribo de San Vilfrido a Inglaterra se tuvo un Concilio a campo raso, cerca de un río, donde asistió el Rey con sus Señores, los Obispos y los Abades. En él se leyeron las Cartas del Papa y después de una madura deliberación decidió el Concilio que todos los Obispos, el Rey y los Señores harían una paz verdadera con el Obispo Vilfrido y le darían sus dos Monasterios con sus rentas. 